# Clementina Batalla
Clementina Batalla Torres (Acapulco, 1894-Guadalajara, 1987) fue una abogada y profesora mexicana, precursora de la lucha por los derechos de las mujeres en México. A los 26 años, el mismo año que se recibió de abogada, se retiró de su profesión para convertirse en ama de casa. Madre de 6 hijos, 39 años después, ya viuda, emprendió sus actividades feministas.

## Biografía

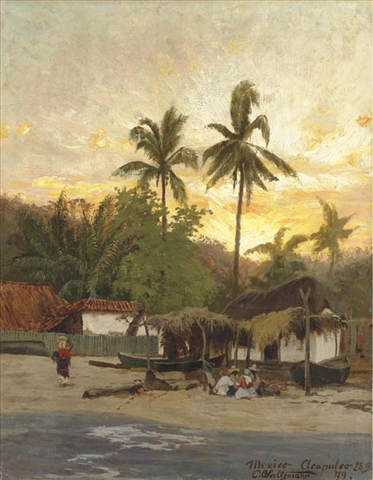
Vista de Acapulco en 1879, por Carl Saltzmann

Clementina Batalla nació el 17 de octubre de 1894 en Acapulco, Guerrero. Fue hija del abogado veracruzano Diódoro Batalla, reconocido opositor al gobierno dictatorial de Porfirio Díaz, quien, en compañía de su familia, acababa de instalarse en la calle San Juan de Dios, hoy 5 de mayo, porque la lejanía del puerto hacía que emigraran a él los enemigos del régimen. Diódoro acababa de salir de la cárcel en la que había purgado una pena por participar en la organización de revueltas estudiantiles en la Ciudad de México para oponerse, junto con los Hermanos Flores Magón, a la reelección presidencial de 1892.

## Estudios
En 1900 la familia llegó a la Ciudad de México, donde Batalla realizó todos sus estudios. En 1904, murió su madre En 1906, cuando terminó la primaria, recibió su certificado de sexto de manos de Porfirio Díaz, del que desde pequeña sólo había escuchado cosas negativas. Sin embargo, participó con serenidad en la ceremonia, a pesar de haber escuchado a Díaz preguntar a su secretario de Instrucción Pública “¿Es hija de Diódoro?” Cuando recibió el diploma, la niña agradeció con seriedad: “Gracias señor presidente, gracias querido maestro Justo Sierra.”
En 1909, Clementina Batalla ingresó a la Escuela Nacional Preparatoria (ENP), lo que la hizo formar parte de una generación de 40 mujeres integradas por jóvenes de diferentes clases sociales, unas francamente pobres y otras como ella, de clase media.

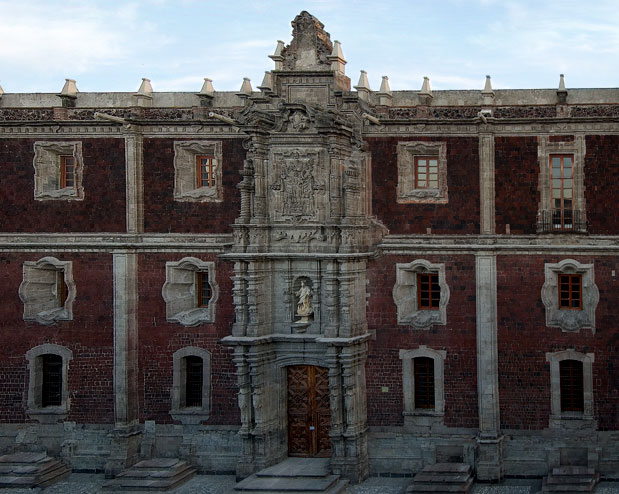
Fachada del patio chico del Antiguo Colegio de San Ildefonso, exclusivo para las preparatorianas en tiempos de Clementina Batalla.

La vida en la ENP era complicada para las alumnas. Primero, la dirección destinó una prefecta que las cuidara y las confinaron al patio chico de San Ildefonso, de donde sólo salían para ir a clases. Posteriormente, aumentó la convivencia entre ellas y sus compañeros y la vida fluyó de manera natural.
En 1911 la muerte de su padre cambió su vida: de ser estudiante de tiempo completo, se convirtió en una estudiante que trabajaba para mantener sus estudios: era profesora de matemáticas en la Escuela Normal, además de solicitar, personalmente, una beca al presidente Venustiano Carranza, misma que su gobierno le otorgó.
En 1920 se recibió de abogada en la Escuela Nacional de Jurisprudencia, lo que la hizo ser la segunda abogada recibida en su alma mater, después de María Asunción Sandoval, quien obtuvo su título profesional en 1898, 22 años antes.
Antonio Caso, Alejandro Quijano y Manuel Macías formaron parte del jurado. Su tema de tesis fue acerca del trabajo de la mujer en México. Desarrollarlo le resultó «[...] muy difícil, porque solamente en la Unión Soviética empezaban ya las mujeres a trabajar; yo insistí en los trabajos que las mujeres en México hacían. Trabajaban como obreras muy mal pagadas; en el campo como verdaderas esclavas; para ser maestras era la única carrera que hacían, maestras o taquimecanógrafas. Se habían recibido de abogadas en el siglo pasado como cosa rara doña María Sandoval de Zarco; otras dos se habían recibido de médicos, pero nadas. Otras carreras no se estudiaban. Pocas estadísticas había y era difícil saber cuántas trabajaban en las diversas actividades...».
También en 1920 se retiró de la vida profesional, pues contrajo nupcias con su compañero de generación Narciso Bassols, con quien se comprometió a dedicarse por completo a ser ama de casa. «El matrimonio Bassols Batalla tuvo seis hijos: Clementina (1921-1988), quien fue maestra normalista; Narciso (1922) ingeniero petrolero; Ángel (1925-2012), geógrafo y profesor universitario; Carmen (1926), maestra de idiomas; Aurelia (1927) licenciada por el Instituto Politécnico Nacional en Medicina Rural, e Isabel (1929-1995), bióloga.»
En su etapa de ama de casa, nunca dejó de leer, reflexionar y escribir, de colaborar con su marido en sus obras y traducciones y a veces, bajo seudónimo y de manera clandestina, para no comprometerlo a él, realizó trabajos que le solicitaron

## Feminista
El 24 de julio de 1959, enviudó inesperadamente cuando Narciso Bassols falleció al ser atropellado mientras paseaba en su bicicleta por Chapultepec. A los 65 años, Batalla regresó a la vida profesional. Así, continuó la lucha iniciada por su marido en pro de los derechos y oportunidades de la mujer, la paz universal y los derechos humanos.

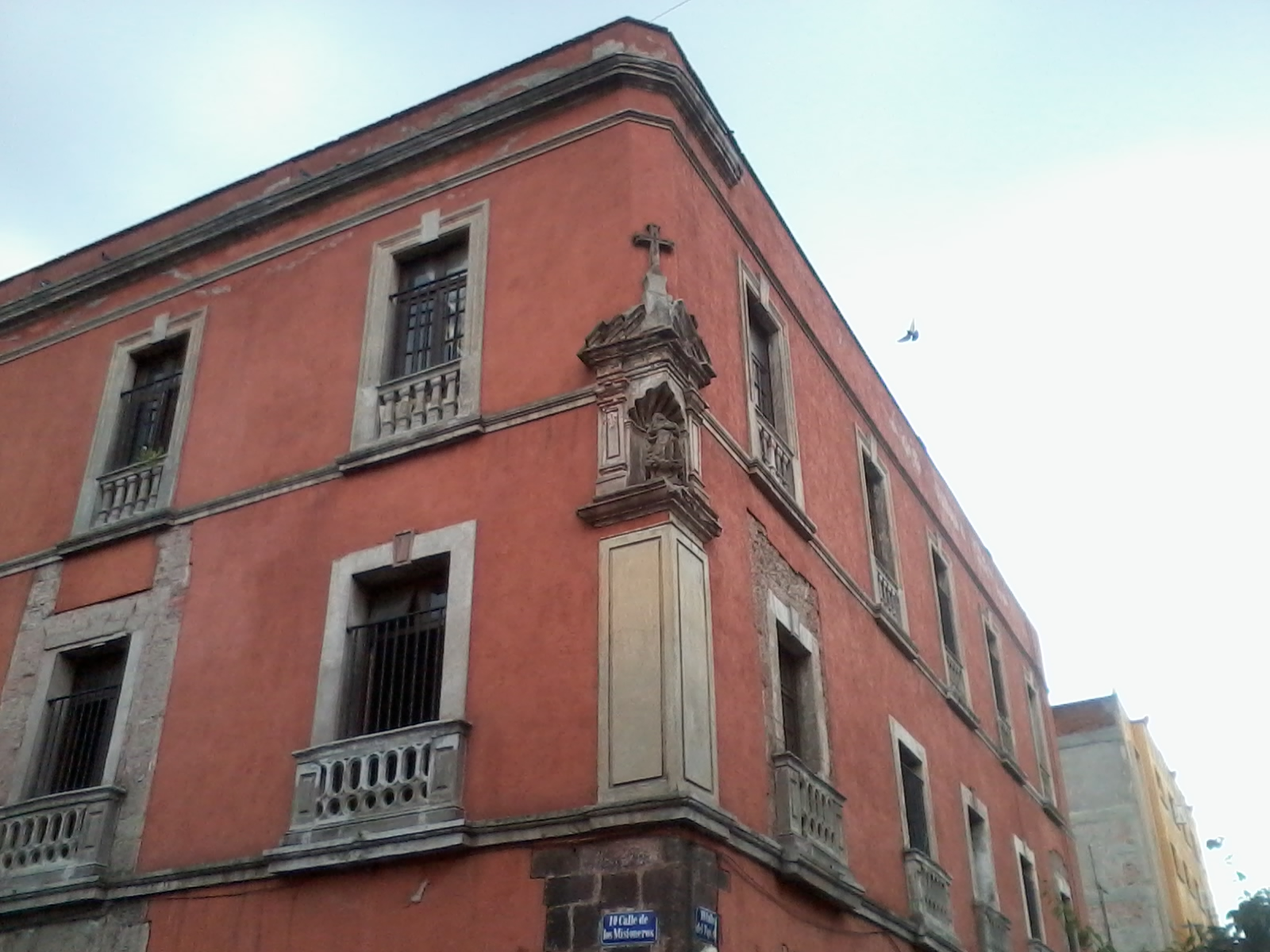
Unión de Mujeres Mexicanas, A.C. "La Semilla" (Misioneros 1, Centro Histórico, México, D.F.)

En 1961 envió una representación de mujeres mexicanas al Congreso Latinoamericano Mujeres que se llevó a cabo en Chile, que estuvo integrado ...por mujeres de izquierda, reconocidas, viejas y luchadoras de fines del siglo pasado y principios de este, y muchachas jóvenes universitarias que se reunieron, periodistas que estaban de acuerdo. Ahí fue aclamada como dirigente del Congreso, que derivó en el Comité de Auxilio Latinoamericano de Mujeres, organismo declarado por los gobiernos dictatoriales del Cono Sur como «non grato por sus tesis comunistas». Batalla fundó La Unión de Mujeres Mexicanas.

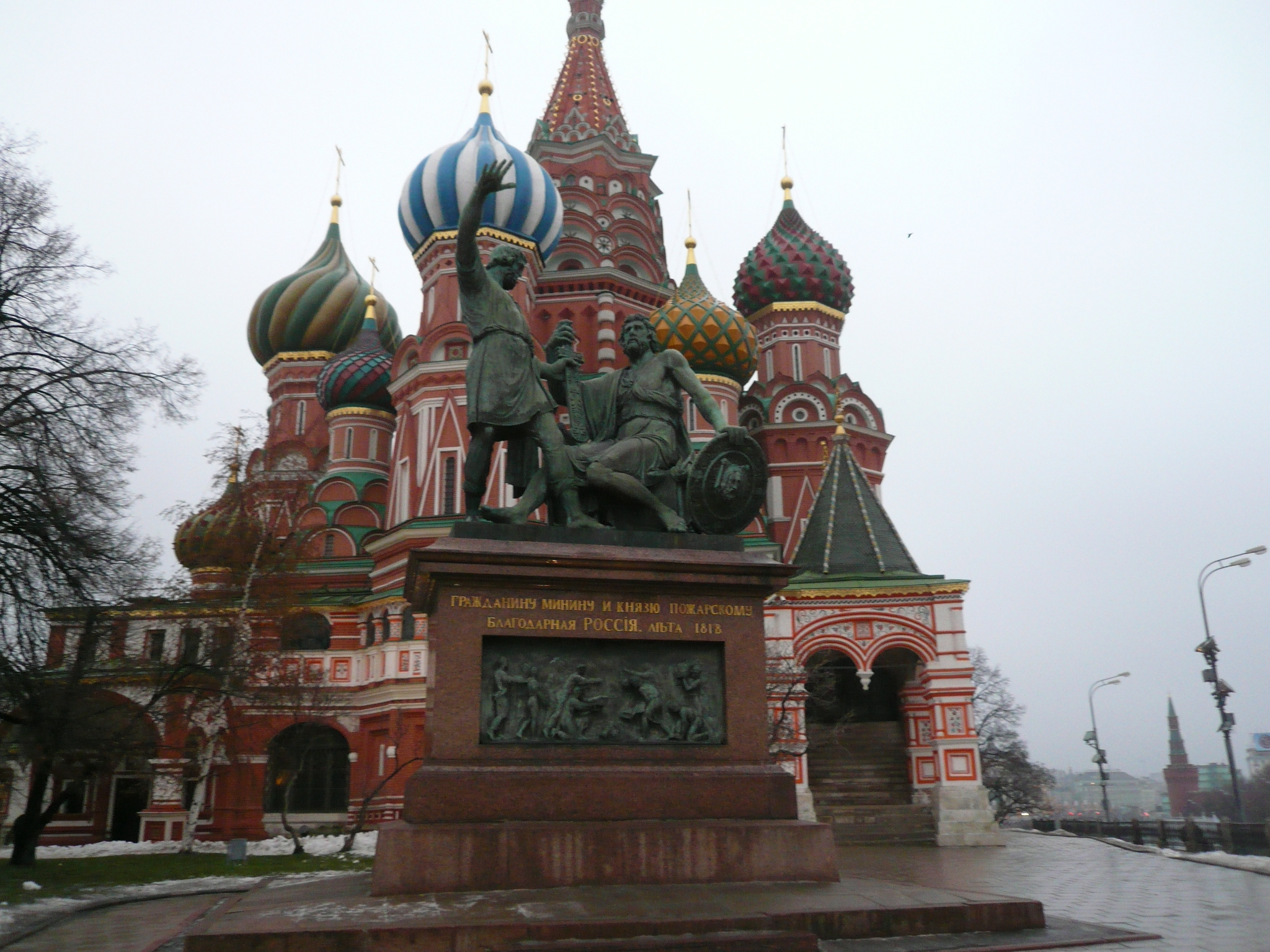
El Kremlin y la Plaza Roja de Moscú fueron testigos de las invitaciones que recibió Clementina Batalla.

Entre sus múltiples viajes, más sus estancias en Reino Unido, Francia y la URSS, como esposa del embajador Narciso Bassols, destacaron las dos ocasiones en que, por invitación del gobierno soviético, visitó la URSS: primero en [1963] como dirigente femenina y la segunda vez, en 1967, como invitada de honor al 50 aniversario de la revolución rusa. Batalla fundó La Unión de Mujeres Mexicanas
Batalla fundó La Unión de Mujeres Mexicanas, que en 1964 realizó su primer Congreso Anual. La Unión llegó a incluir también a los hombres en sus demandas y estuvo encabezada por Batalla hasta 1968, fecha en la que pasó a ser presidenta honoraria hasta su muerte en 1987.

## Fallecimiento y legado

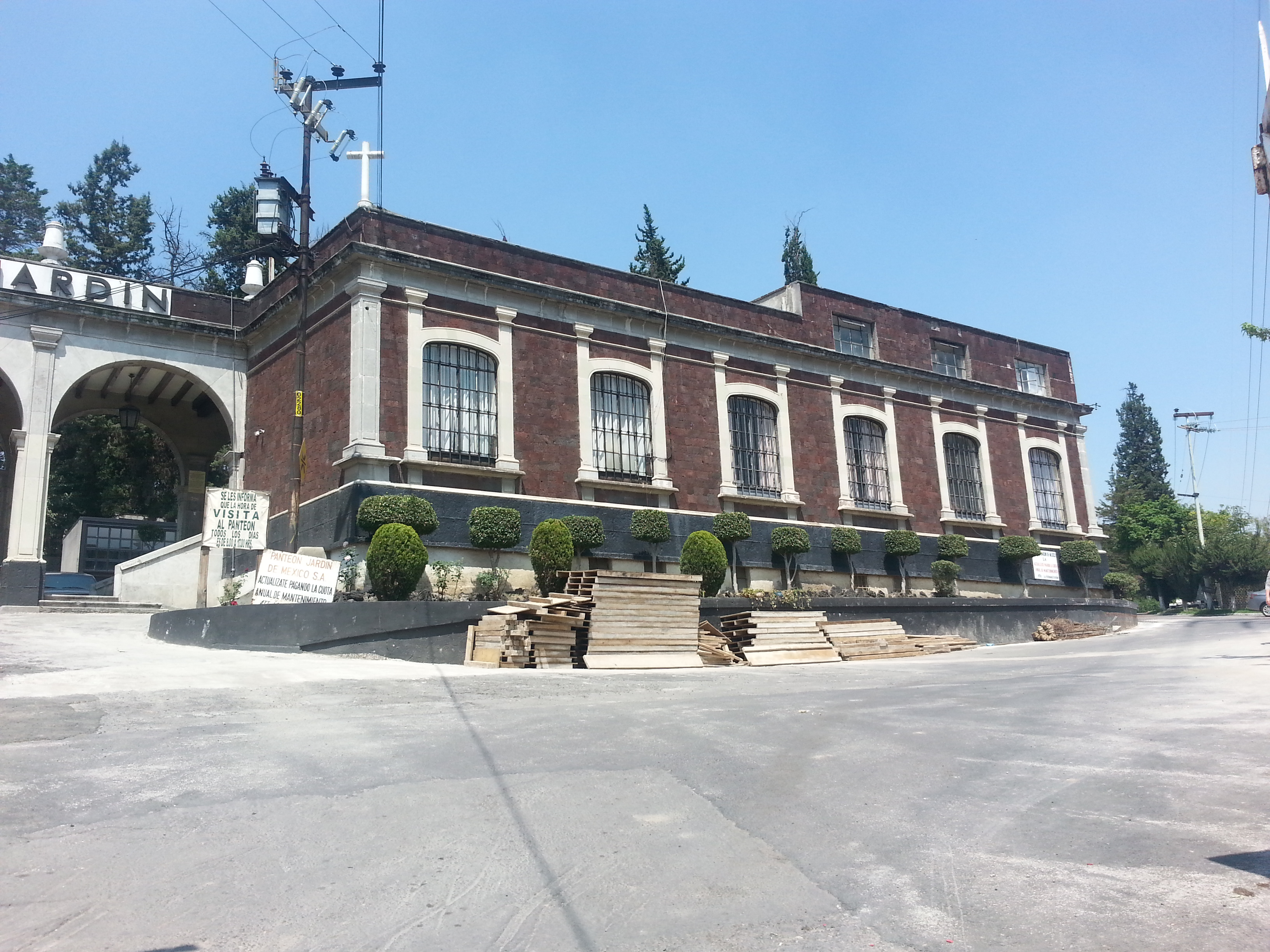
Los restos de Clementina Batalla y de su esposo Narciso Bassols, descansan en el Panteón Jardín de la Ciudad de México

Clementina Batalla de Bassols murió, a los 93 años de edad, el 8 de noviembre de 1987 en Guadalajara, Jalisco. Sus restos fueron trasladados a la Ciudad de México y sepultados en el Panteón Jardín, al lado de su esposo.
Clementina Batalla de Bassols legó fuentes importantes de información “…su archivo particular, un diario de su vida, un trabajo realizado en coautoría con sus hermanos Diódoro y Ruth titulado: Diódoro Batalla, Huella de su pasión, de su esfuerzo, además, de sus importantes testimonios resguardados en la Biblioteca Nacional de Antropología en una entrevista realizada en tres sesiones para el INAH en 1973 por las investigadoras Alicia Olivera y Eugenia Meyer, que nos introduce en la vida y en la forma de pensar de la mujer intelectual nacida a finales del siglo XIX .
“Los artículos y discursos que Clementina Batalla escribió fueron recopilados en un libro que Ángel Bassols Batalla publicó en el Instituto de Investigaciones Económicas de la Universidad Nacional Autónoma de México, en 2002 bajo el título de Cruzada por los derechos de la mujer y el niño. Por la paz y la amistad entre los pueblos. Clementina Batalla Torres de Bassols. Vida y obra.”